# Bazet
Bazet is een gemeente in het Franse departement Hautes-Pyrénées (regio Occitanie). De plaats maakt deel uit van het arrondissement Tarbes. Bazet telde op 1 januari 2022 1.877 inwoners.

## Geografie
De oppervlakte van Bazet bedroeg op 1 januari 2022 2,84 vierkante kilometer; de bevolkingsdichtheid was toen 660,9 inwoners per km².

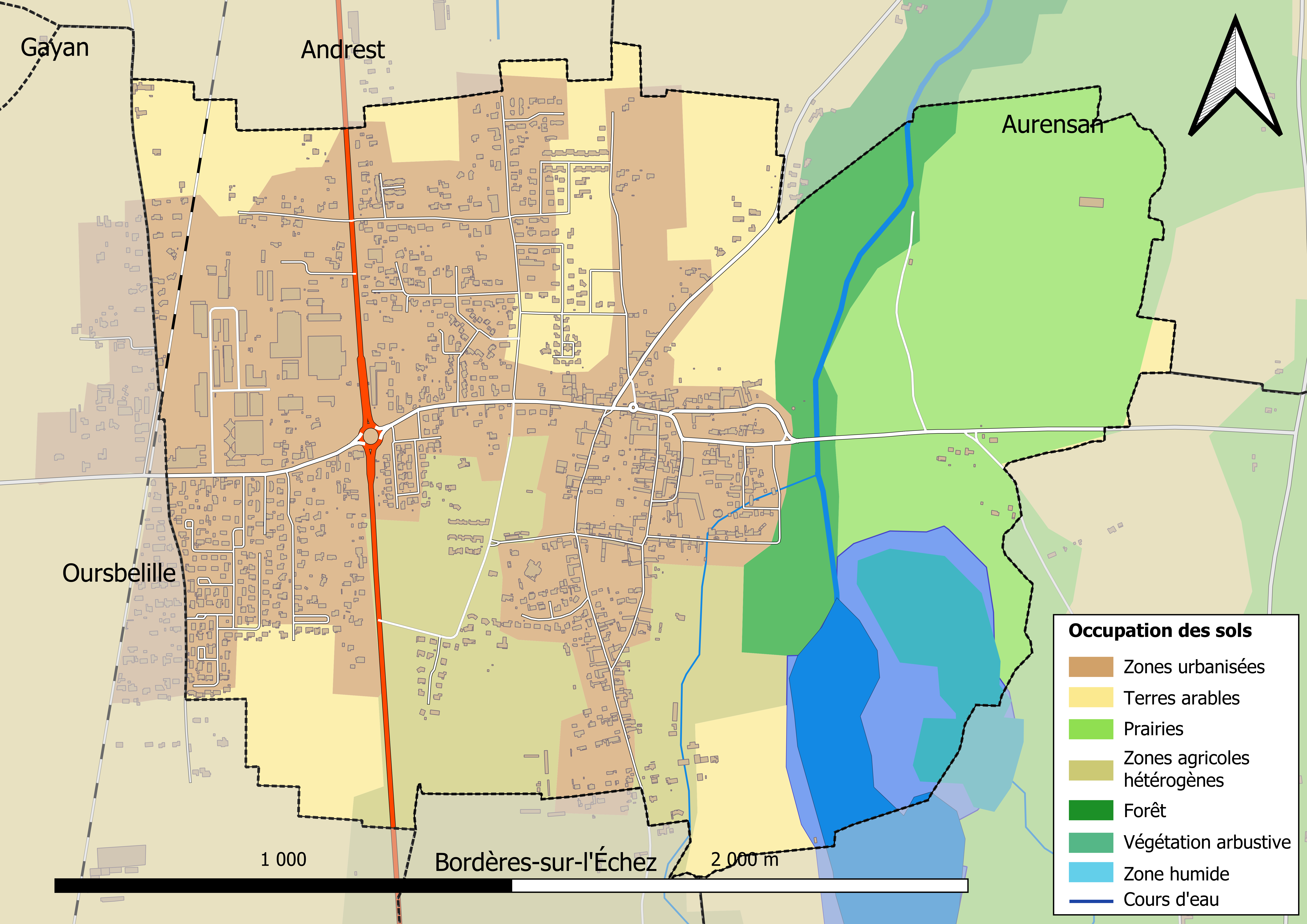
Kaart van de gemeente met belangrijkste infrastructuur, bodemgebruik en omliggende gemeenten

## Demografie
Onderstaande figuur toont het verloop van het inwonertal (bron: INSEE-tellingen).